# نوام ميلس
نوام ميلس (بالعبرية: נעם מילס‏) (و. 1986  م) هي مبارزة بالسيف إسرائيلية، ولدت في هود هشارون، شاركت في الألعاب الأولمبية الصيفية 2008.

## التعليم
تعلمت في كلية هارفارد للأعمال.

## روابط خارجية
- نوام ميلس على موقع الاتحاد الدولي للمبارزة (الإنجليزية)
- نوام ميلس على موقع اللجنة الأولمبية الدولية (الإنجليزية)
- نوام ميلس على موقع أوليمبيديا (الإنجليزية)